# Encuesta Casen
La Encuesta Casen, o Encuesta de Caracterización Socioeconómica Nacional, es una encuesta realizada a nivel nacional por el Ministerio de Desarrollo Social y Familia de Chile. Tiene por objetivo medir y conocer las condiciones socioeconómicas de los hogares y la población del país, en relación con aspectos demográficos, de educación, salud,  vivienda, trabajo e ingresos. Proporciona datos como la magnitud de la pobreza y la distribución del ingreso. También permite evaluar el impacto de la política social, al entregar antecedentes sobre la cobertura, focalización y distribución del gasto fiscal en programas sociales de alcance nacional, según el nivel de ingreso de los hogares.
La Encuesta Casen se realiza desde 1990, con una periodicidad bianual o trianual. Hasta ahora, las encuestas aplicadas corresponden a los años 1990, 1992, 1994, 1996, 1998, 2000, 2003, 2006, 2009, 2011, 2013, 2015, 2017 y Casen 2022, además de una versión especial realizada en 2020 durante la pandemia de COVID-19. En 1985 se llevó a cabo una primera experiencia piloto, mientras que la primera versión de la Encuesta Casen fue levantada en 1987.
Participan en la realización de la Encuesta Casen diferentes instituciones, además del ministerio de Desarrollo Social, como el Instituto Nacional de Estadísticas (INE), un proveedor externo contratado para realizar el levantamiento de la encuesta (que desde 2009 es seleccionado a través licitación pública), y un panel de expertos, integrado por académicos e investigadores, encargados de acompañar y supervisar todas las etapas del desarrollo de la encuesta.
La encuesta Casen además es ampliamente utilizada por otros ministerios y servicios públicos para el diseño y evaluación de sus políticas y programas. Además diversas universidades, centros académicos y otras entidades son usuarios de la información proporcionada por la encuesta.[cita requerida]
La información que proporciona la encuesta sirve de manera sustantiva al proceso de descentralización de la gestión del Estado, permite obtener resultados a nivel regional y para un número muy significativo de las comunas del país.[cita requerida]
La Encuesta Casen 2011 -realizada entre los meses de noviembre de 2011 y enero de 2012- consideró por primera vez preguntas relativas a la felicidad y satisfacción vital.[cita requerida]